# Ferrari FXX
Ferrari FXX — гоночный автомобиль, выпускавшийся компанией Ferrari для трек-дней с 2005 по 2007 год. Создан на базе Ferrari Enzo. Вся техническая начинка данного автомобиля подверглась существенной доводке. Модель была выпущена тиражом в 30 штук.
Результаты тестов были использованы компанией при создании новых моделей. Владельцы машин не имеют права эксплуатировать их в повседневном режиме, а также хранить в личных гаражах. Все выпущенные экземпляры находятся на хранении в техцентре Феррари, а ездить можно только на трассе во время специальных тестовых дней.
Автомобиль поставил рекорд на домашней трассе Ferrari Fiorano — 1 мин 18 с.

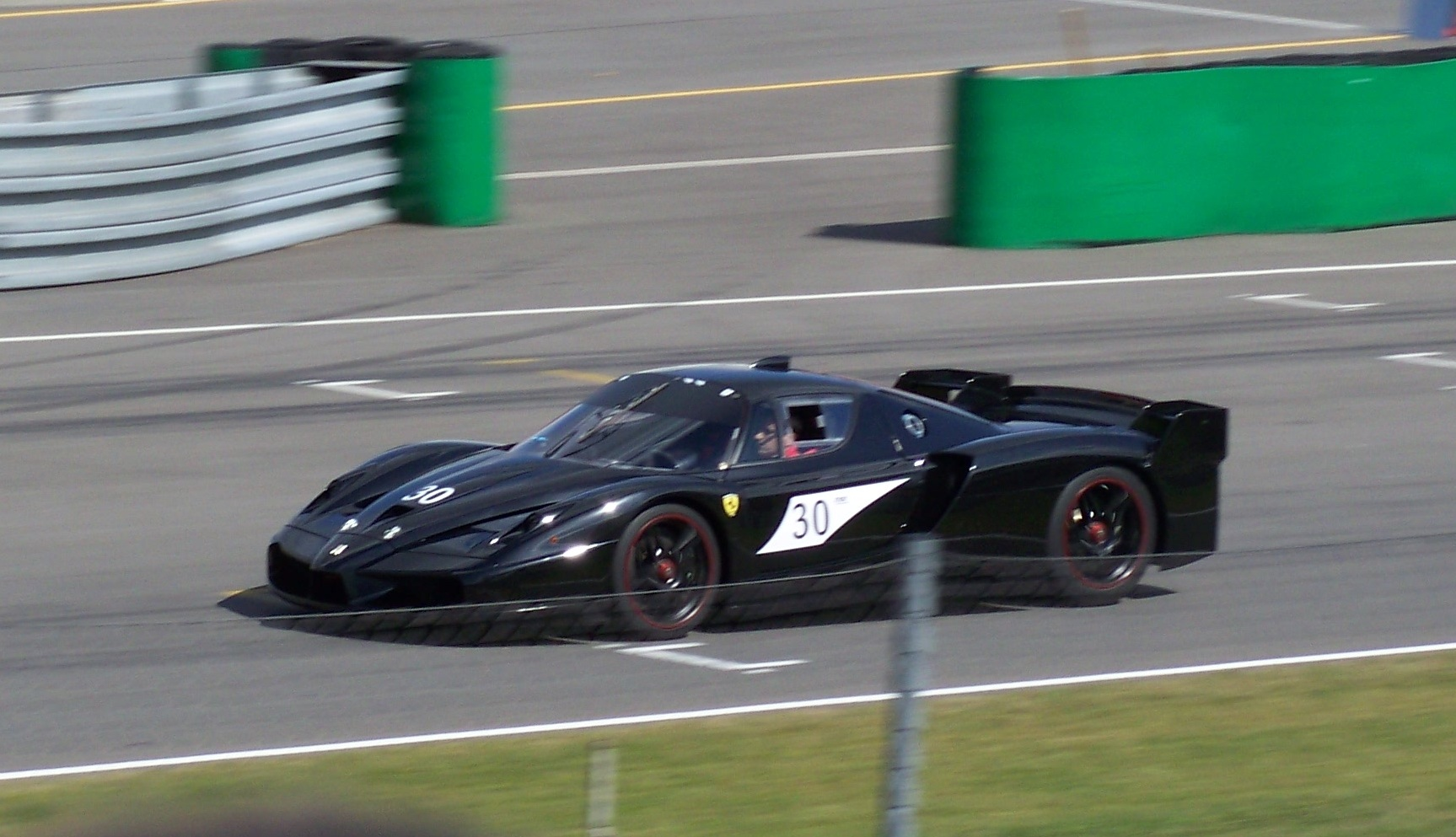
Автомобиль Михаэля Шумахера

Последняя стандартная модель из серии была собрана в 2007 году.
В 2007 году Ferrari представила специальную версию FXX — Evolution Package, поставившую новый рекорд на трассе — 1 мин 16 с. Благодаря этой модели тест-программа была возобновлена и продлена до 2009 года.
Планировалось построить 29 автомобилей, но в связи с завершением в 2006 году карьеры Михаэля Шумахера руководство Феррари решило сделать Красному Барону прощальный подарок в знак признательности за его заслуги. Автомобиль Шумахера отличается тем, что он полностью покрашен в чёрный цвет, на нём стоят чёрные диски с красной окантовкой и логотипы Шумахера в салоне. Номер автомобиля — 30. Под капотом в средней части автомобиля находится 6,3-литровый двигатель V12 мощностью 800 лошадиных сил, способный разогнать 1100-килограммовый автомобиль от 0 до 100 километров в час всего за 3 секунды, а до 200 километров в час за 8 секунд.
Пакет FXX Evolution, как сообщалось, стоит 1,5 млн евро (без учёта налогов) (2,1 млн долл. США), в эту сумму входит автомобиль, экипаж и предоставляемые Ferrari услуги.
Одной из Ferrari FXX владеет миллиардер Роман Абрамович.
- Двигатель: 6262,5 куб.см (6,26245 л) продольный , среднерасположенный , 65-градусный, безнаддувный, алюминиевый V12
- Клапанный механизм: DOHC , 4 клапана на цилиндр с бесступенчатой регулировкой фаз газораспределения
- Топливная система: Bosch Motronic ME7 с последовательным электронным впрыском.
- Сухой вес: 1155 кг
- Максимальная мощность: 800 л.с. при 8500 об/мин
- Максимальный крутящий момент: 686 Нм при 5750 об/мин
- Трансмиссия: задний привод с системой контроля тяги
- Конструкция: кузов из углеродного волокна , бак из углеродного волокна, задний подрамник из легкого сплава
- Передние тормоза: диски Brembo CCM (углеродно-керамические) с 6-поршневыми суппортами, усилитель ABS
- Задние тормоза: диски Brembo CCM (углеродно-керамические) с 4-поршневыми суппортами, усилитель ABS
- Передние колеса (размеры): 483 мм (19,0 дюйма) x 229 мм (9,0 дюйма)
- Задние колеса (размеры): 483 мм (19,0 дюйма) x 330 мм (13,0 дюйма)
- Рулевое управление: Реечное с гидроусилителем
- Подвеска: двойные поперечные рычаги с пружинными амортизаторами с толкателем, адаптивные амортизаторы, электронные амортизаторы, стабилизатор поперечной устойчивости
- Передняя колея: 1660 мм
- Задняя колея: 1650 мм
- Вид сзади обеспечивается установленной на крыше видеокамерой, отображаемой на небольшом внутреннем экране
- Разгон 0–100 км/ч: 2,9 секунды
- Разгон 0–200 км/ч: 8 секунд
- Максимальная скорость: 345 км/ч (214 миль в час)

## Top Gear
Ferrari FXX принимала участие в одном из эпизодов Британского шоу Top Gear. Это был чёрный автомобиль, имеющий № 30 и принадлежащий Михаэлю Шумахеру. В качестве Стига выступил сам Шумахер.